# Microregione di Vitória da Conquista
Vitória da Conquista è una microregione dello Stato di Bahia in Brasile, appartenente alla mesoregione di Centro-Sul Baiano.

## Comuni
Comprende 17 municipi:
- Anagé
- Barra do Choça
- Belo Campo
- Boa Nova
- Bom Jesus da Serra
- Caatiba
- Caetanos
- Cândido Sales
- Dário Meira
- Ibicuí
- Iguaí
- Manoel Vitorino
- Mirante
- Nova Canaã
- Planalto
- Poções
- Vitória da Conquista